# Soffiatrice
Una soffiatrice è una macchina che, partendo da una provetta in materiale plastico (solitamente PET, PVC, PEHD o altro), lo forma in un contenitore.
Le macchine soffiatrici erano, nel passato, basate sulla tecnologia degli stampi in linea, cioè le preforme venivano posate su dei piattelli e spinte in un forno di riscaldamento, dopodiché avveniva la formatura.
Attualmente, il sistema è rimasto pressoché identico come processo, ma il sistema di alimentazione della macchina è basato sul ciclo rotativo, con una maggiore potenza di riscaldamento e una maggiore portata di aria di soffiaggio e presoffiaggio è possibile avere l'alimentazione della macchina e contemporaneamente il prodotto soffiato ad alte velocità (più di 50.000 bottiglie all'ora).
La preforma viene prodotta da dei granulati plastici (pellet).

## Soffiaggio sulle macchine a ciclo rotativo
Il procedimento di soffiaggio prevede tramite l'ausilio di lampade IR, il riscaldamento della preforma per ammorbidire il materiale (nell'ambito alimentare il PET, polietilene tereftalato, data la sua alta stabilità ed inerzia a contatto degli alimenti anche acidi).

### Presoffiaggio
Il riscaldamento deve essere uniforme, dato che un maggior riscaldamento di una zona tende a spostare il materiale in modo maggiore che una zona fredda, mentre se il materiale risulta troppo freddo, è possibile lo scoppio durante il soffiaggio del contenitore.
Una volta uscita dalla zona di riscaldamento, la preforma entra nello stampo, una matrice di alluminio solitamente raffreddata ad acqua, che darà al contenitore la sua forma finale.
Un'asta di stiro allunga il materiale all'interno dello stampo per permettere al materiale di disporsi correttamente nella zona superiore, mentre viene iniettata aria ad una pressione di circa 10-15 bar per permettere al materiale di avvicinarci allo stampo.

### Soffiaggio
Una volta ultimato il presoffiaggio (operazione solitamente a tempo), inizia il soffiaggio: l'asta di stiro rientra e viene insufflata aria a 40 bar di pressione.
In questa operazione il contenitore aderisce alle pareti dello stampo, raffreddandosi istantaneamente.
Una volta terminata la fase di soffiaggio, lo stampo si apre espellendo il contenitore perfettamente formato.
Un prodotto classico del soffiaggio sono le comuni bottiglie per bevande.
Alcuni contenitori molto pesanti in materiale plastico, dato lo spessore del preformato, richiedono di avere la macchina che produce i preformati in linea con la soffiatrice, in modo che venga sfruttata l'alta temperatura del preformato all'uscita della formatrice, per avere poi un utilizzo minimo del 
riscaldamento della soffiatrice all'ingresso del preformato.